# Лодрон, Парис фон

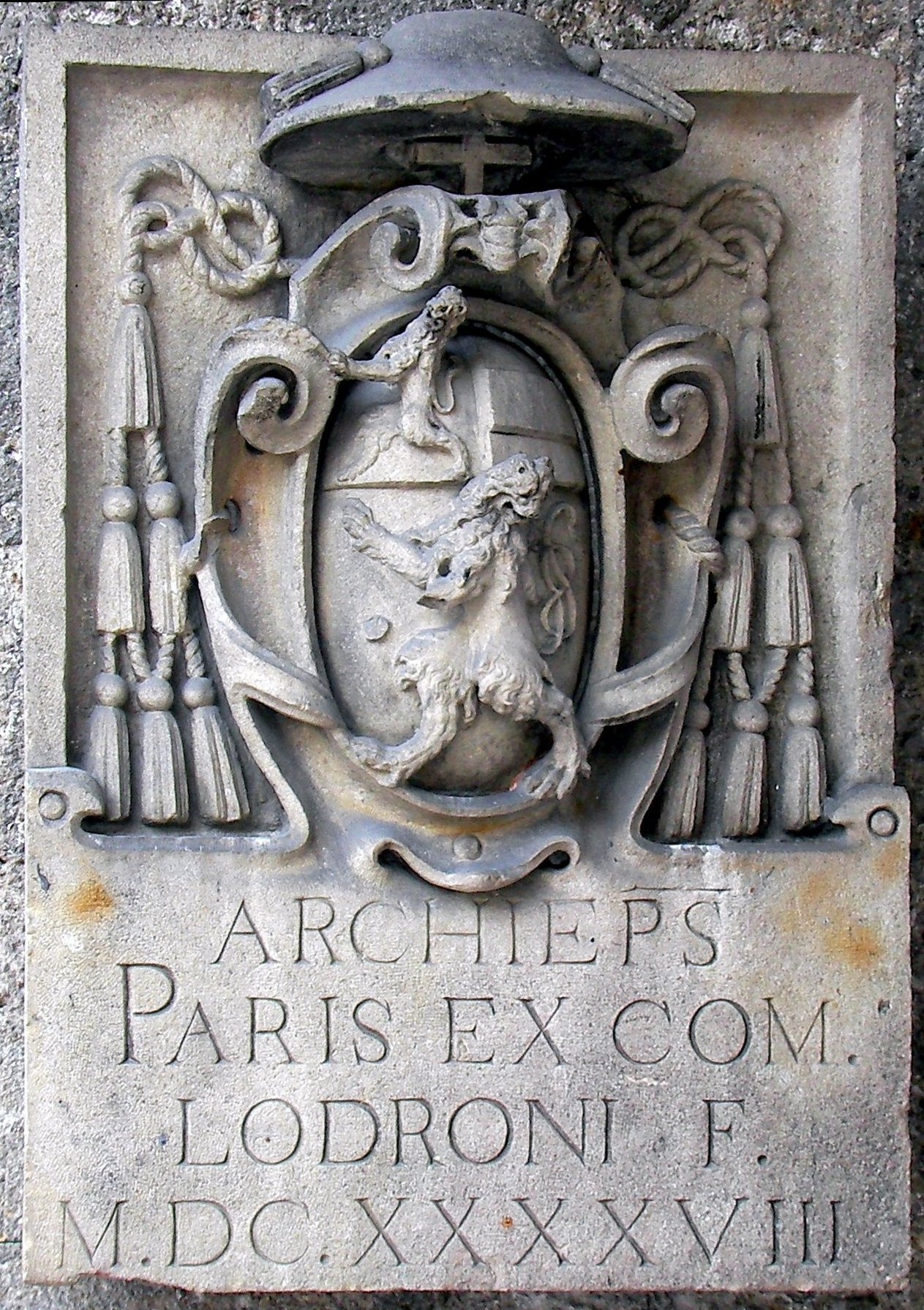
Герб графа Париса фон Лодрона

Граф Парис фон Лодрон (нем. Paride Lodron лат. Paris Comes de Lodron; 13 февраля 1586, Ногаредо, Священная Римская империя — 15 декабря 1653, Зальцбург) — австрийский римско-католический церковный деятель, архиепископ Зальцбургский (13.11.1618 — 15.12.1653).

## Биография

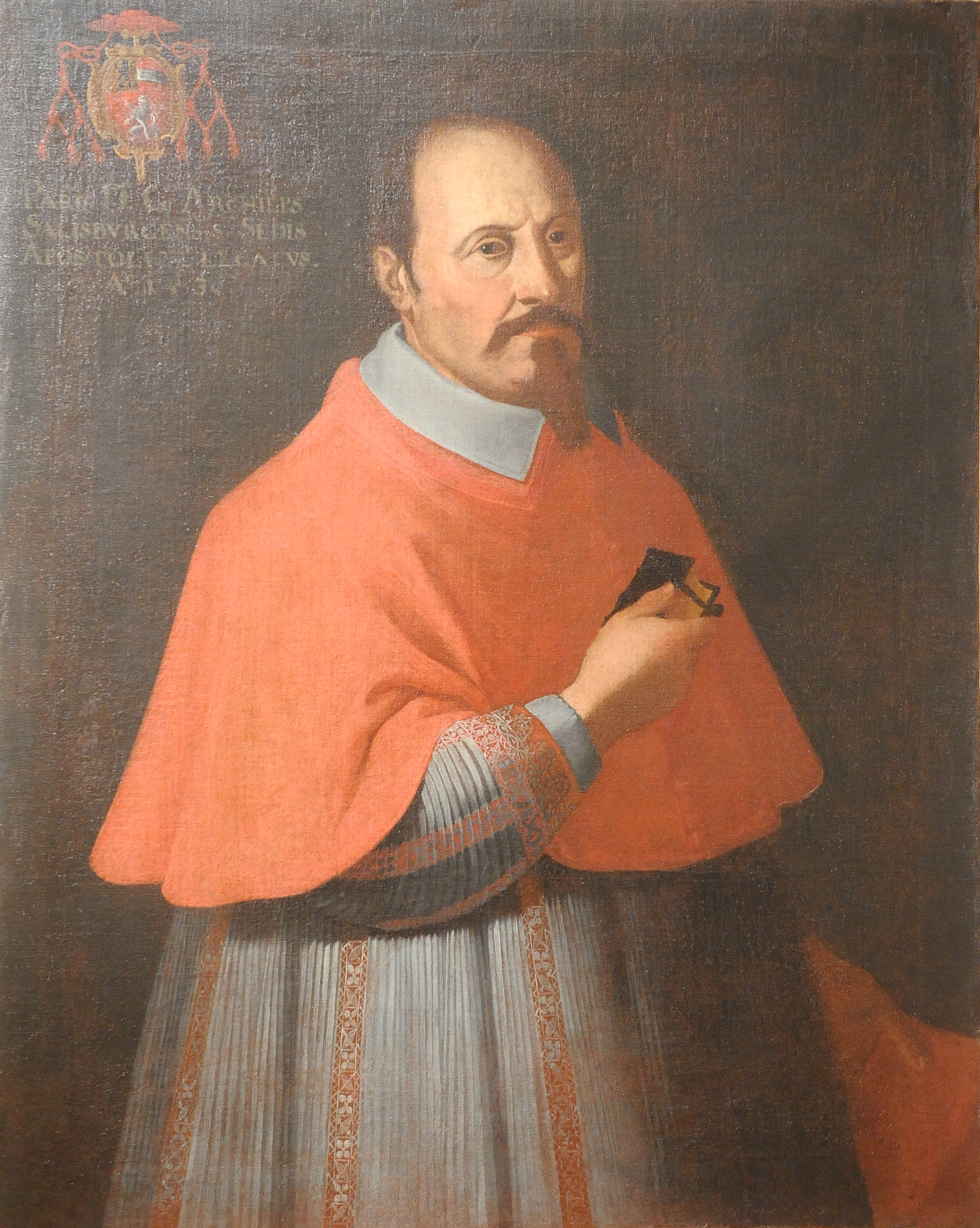
Портрет архиепископа Лодрона, помещённый в зале славы Вальхалла

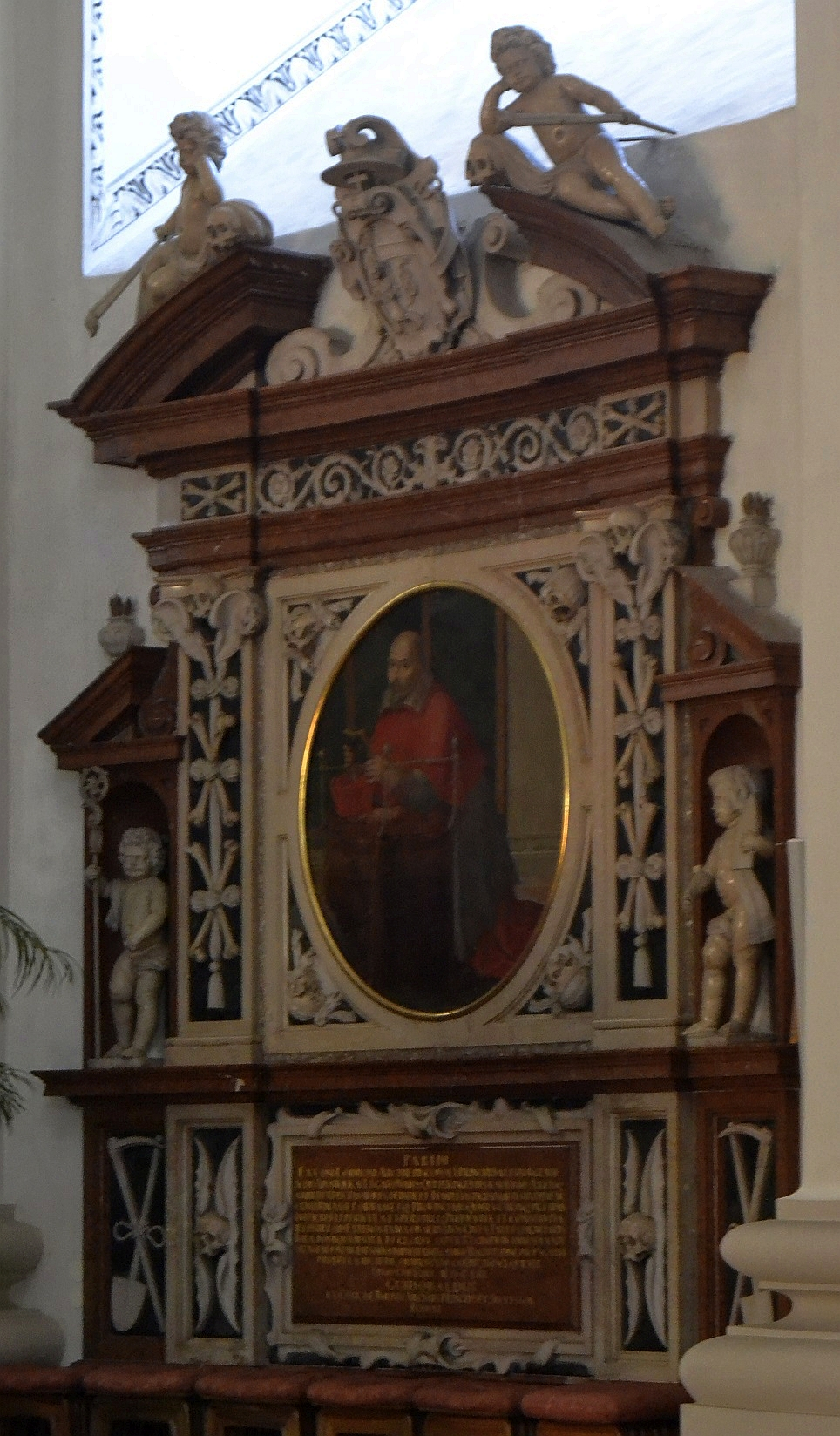
Кенотаф архиепископа Лодрона в Зальцбургском соборе

Представитель итальянской аристократической семьи. В возрасте одиннадцати лет отправился в Тренто изучать богословие, продолжил учёбу в университете Болоньи.
С 1614 года — прелат.
13 ноября 1618 года был избран архиепископом Зальцбургским. Папа Римский утвердившего избрание в марте 1619 года. 23 мая 1619 года был рукоположен.
Парис фон Лодрон — один из основателей Зальцбургского университета, который теперь носит его имя. Торжественное открытие университета состоялось 8 октября 1622 года с его участием.
В связи с тем, что в XVI веке в архиепархию Зальцбурга стало проникать из Германии лютеранство. Архиепископ Парис фон Лондрон пригласил в Зальцбург иезуитов, чтобы те занимались миссионерской деятельность среди протестантов.
Несмотря на военные и политические проблемы того времени, занимался расширением городских укреплений и сумел завершить строительство Зальцбургского собора и художественно оформить его. Основал три монастыря в Париже (1618), в Лауфене (1621) и в Титмонинге (1633).
Умер 15 декабря 1653 года от водянки и болезни сердца и был похоронен в крипте Зальцбургского собора.

## Память
- В его честь в Зальцбурге названа улица Парис-Лодрон-Штрассе (Paris-Lodron-Straße).